# Argentina International 2000
Die Argentina International 2000 im Badminton fanden Mitte November 2000 statt.

## Die Sieger und Platzierten
| Disziplin    | Gold                                | Silber                             | Bronze                          |
| ------------ | ----------------------------------- | ---------------------------------- | ------------------------------- |
| Herreneinzel | Luis Lopezllera                     | Bernardo Monreal                   | Joaquin Berrios                 |
| Herreneinzel | Luis Lopezllera                     | Bernardo Monreal                   | Hugo Madsen                     |
| Dameneinzel  | Gabriella Rodríguez                 | Laura Amaya                        | Lorena Bugallo                  |
| Dameneinzel  | Gabriella Rodríguez                 | Laura Amaya                        | Cecilia Garcia Reid             |
| Herrendoppel | Luis Lopezllera Bernardo Monreal    | Joaquin Berrios Hugo Madsen        | Esteban Puglia David Sobol      |
| Herrendoppel | Luis Lopezllera Bernardo Monreal    | Joaquin Berrios Hugo Madsen        | Ricardo Acuña Santiago Bugallo  |
| Damendoppel  | Laura Amaya Gabriella Rodríguez     | Lorena Bugallo Cecilia Garcia Reid | Clara Bertagno Alice Garay      |
| Damendoppel  | Laura Amaya Gabriella Rodríguez     | Lorena Bugallo Cecilia Garcia Reid | Mariana Gaba Nilda Taborda      |
| Mixed        | Luis Lopezllera Gabriella Rodríguez | Bernardo Monreal Laura Amaya       | David Sobol Cecilia Garcia Reid |
| Mixed        | Luis Lopezllera Gabriella Rodríguez | Bernardo Monreal Laura Amaya       | Pierre Flensborg Alice Garay    |